# 矢野謙三

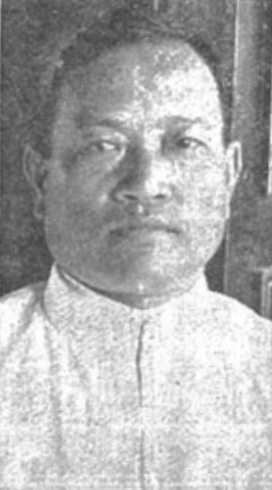
矢野謙三

矢野 謙三（やの けんぞう、1902年（明治35年）1月30日 - 没年不明）は、昭和時代前期の台湾総督府官僚、大日本帝国陸軍軍人。基隆市尹。

## 経歴・人物
矢野槌太郎の三男として福岡県福岡市に生まれる。1920年（大正9年）福岡県立中学修猷館、1923（大正12年）年第五高等学校文科甲類を経て、1926年（大正15年）東京帝国大学法学部法学科卒業後、高等文官試験行政科試験に合格する。
同年12月、野砲兵第6連隊に入隊し、1929年（昭和4年）4月に陸軍砲兵少尉に進む。同年6月、台湾総督府属に転じ、総督官房文書課勤務となる。1931年（昭和6年）5月、同府地方理事官となり、新竹州竹南郡守に発令され、1934年（昭和9年）9月に同州内務部教育課長、1936年（昭和11年）10月に台北州内務部地方課長を経て、1937年（昭和12年）9月29日に基隆市尹に就任した。
その後は、総督府事務官、米穀局総務課長、州事務官、台北州産業部長などを経て、1941年（昭和16年）10月に州事務官・台北州産業部勤務となった。